# Karl Gero von Urach
Karl Gero Herzog von Urach, Graf von Württemberg (* 19. August 1899 in Lichtenstein; † 15. August 1981 ebenda) war seit dem Tod seines Vaters am 24. März 1928 Chef des Hauses Urach, einer Nebenlinie des Hauses Württemberg.

## Leben
Er wurde als Karl Gero, Fürst von Urach, auf Schloss Lichtenstein geboren und war ein Sohn von Wilhelm (II.) Herzog von Urach, Graf von Württemberg und der Herzogin Amalie in Bayern. Er besuchte das Karls-Gymnasium in Stuttgart und machte dort das Abitur. Anschließend trat er in die Württembergische Armee ein und wurde 1917 Leutnant. 1918 erlitt er im Ersten Weltkrieg eine schwere Verwundung. Die Fronterlebnisse des jungen Fürsten Karl Gero von Urach hat Wilhelm Kohlhaas in dem Roman Der Häuptling und die Republik beschrieben. Nach dem Krieg studierte Karl Gero von Urach Architektur. Während seines Studiums wurde er Mitglied der Studentenverbindung „Akademische Gesellschaft Sonderbund“ in Stuttgart. 1928 wurde er statt seines älteren Bruders Wilhelm Chef des Hauses Urach und trat seither der Tradition seines Hauses gemäß unter dem Namen Herzog von Urach auf. Nach seinem Studium arbeitete als Architekt in München. Ab 1935 diente er in der Wehrmacht als Hauptmann, ab 1940 als Major. Während des Zweiten Weltkrieges war er Fürsorgeoffizier in Ulm.
Karl Gero Herzog von Urach heiratete am 20. Juni 1940 in Zeil Gabriele Gräfin von Waldburg-Zeil (1910–2005), eine Tochter des Fürsten Georg von Waldburg zu Zeil-Trauchburg und Wurzach. Die Ehe blieb kinderlos. Karl Gero von Urach starb am 15. August 1981 auf Schloss Lichtenstein. Seine letzte Ruhestätte fand er auf dem Friedhof Großengstingen.

## Bauwerke
- Fürst-Erich-Kapelle in Aitrach, 1954